# Gustav Ludvig Wad

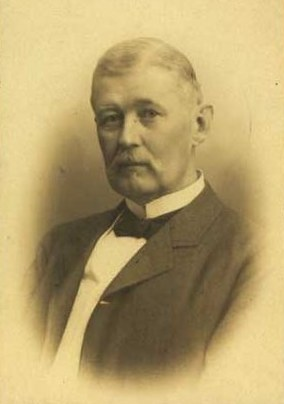
Gustav Ludvig Wad,
Porträt von Andrea Gomard

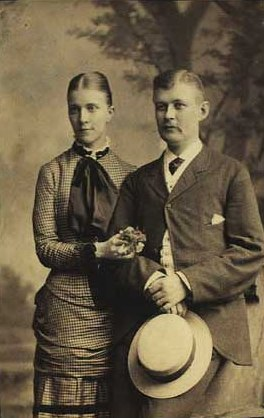
Gustav Ludvig und Sophie Wad

Gustav Ludvig Wad, auch G. L. Wad, (geboren am 28. August 1854 in Seden bei Odense; gestorben am 28. September 1929 in Odense) war ein dänischer Archivar und Personalhistoriker.

## Leben
Wad war der Sohn des Geistlichen Matthias Wad (1816–1897) und dessen Frau Marie Elisabeth (geborene Fistaine, 1824–1875). Seine Vornamen wurden ihm nach Gustav Ludvig Baden gegeben, seinem Großvater mütterlicherseits, der als Historiker und Notar arbeitete. Wad ging auf die Lateinschule Herlufsholm und begann ab 1872 dort zu studieren. 1877 legte er seine Prüfung in Politikwissenschaft ab und wurde Assistent der Postaufsichtsbehörde (dänisch Assistent i Postinspektoratet for Østifterne). Seit 1879 arbeitete er im Post- und Fernschreibdienst, wo er 1881 zum Postexpedienten ernannt wurde. Er war nun als Sekretär des Postmeisters tätig. Anschließend wurde er am 1. April 1893 zum Provinzarchivar im neu geschaffenen Archiv in Fünen ernannt. Von 1907 bis 1924 leitete er das Landesarchiv. Nur acht Tage nach seiner Ernennung zum Ehrenmitglied der „Gesellschaft für dänische Genealogie und Personalgeschichte“ ist Wad verstorben.

## Familie
Seit dem 29. Juni 1883 war Wad mit Edle Sophie Hedevig (geborene d’Origny, 1856–1915) verheiratet. Sie war die Tochter des Zollinspektors (später Zollamtsleiter in Korsør) Kapitän Frederick Julius d’Origny (1816–1888) und dessen zweiter Ehefrau Edle Johanne Sophie Rasmine (geborene Cederfeld de Simonsen, 1821–1907). Zuvor war dieser mit Bertha Louise (geborene Adler, 1816–1848) verheiratet. Wad hatte mehrere Brüder
- Mathias Wad (* 1856)[2]
- Christian Wad
- Emmanuel Wad

## Werke (Auswahl)
1875 veröffentlichte er gemeinsam mit dem Oberlehrer Albert Emil Leth die Mitteilungen über Absolventen aus Herlufsholm. Weitere ähnliche Schriften folgten 1878 und 1882. Von 1883 bis 1890 arbeitete er in der Redaktion der Personalhistorisk Tidsskrift. Von 1885 bis zu seiner Versetzung nach Odense 1893 war er zudem Redakteur des Kongelig Dansk Hof- og Statskalenders.
- Om Eggert Christoffer Knuth og Søster Lerche: Et Mindeskrift i Anledning af d. 10. October 1681 og 1881. Nielsen & Lydiche, Kopenhagen 1881, OCLC 468516911.
- Mindeskrift i anledning af halvandethundredaars-dagen for oprettelsen af det adelige stift Vallø: 14. maj 1738–14. maj 1888. Bianco Luno, Kopenhagen 1888, OCLC 463639899.
- Breve til og fra Herluf Trolle og Birgitte Gjøe. 2 Bände (1893/1894). V. Thaning & Appel, Kopenhagen (archive.org, archive.org).
- Om Hans Christian Andersens slægt. Hempelske boghandel, Odense 1905 (archive.org).
- Fra Fyens fortid. samlinger og studier. 4 Bände (1916–1924). Hagerup, Kopenhagen 1924, OCLC 873812376.

Er verfasste zahlreiche Artikel für Fachzeitschriften oder das Dansk biografisk leksikon.

## Engagement und Ehrungen
- Am 13. März 1908 trat er der Königlich Dänischen Gesellschaft für die Geschichte des Vaterlandes bei.
- 1908 wurde er Ritter von Dannebrog und 1918 erfolgte die Ernennung zum Dannebrogsmand
- 1929 wurde er Ehrenmitglied der Gesellschaft für dänische Genealogie und Personalgeschichte (dänisch Samfundet for dansk genealogi og personalhistorie)